# Mòng biển Belcher
Larus belcheri là một loài chim trong họ Laridae.
Mòng biển Belcher tìm thấy dọc theo bờ biển Thái Bình Dương của Nam Mỹ. Loài này trước đây bao gồm mòng biển Olrog rất giống và được xem như là một phân loài. Đây là loài mòng biển cỡ trung bình với một bộ lông đen, đầu và dưới màu trắng
Mòng biển Belcher là một động vật ăn tạp và ăn xác thối. Chúng ăn cá, cua, động vật thân mềm và thối rữa, và ăn theo mùa những quả trứng và chim non trong tổ của các loài chim biển.